# Karl II. (Hessen-Philippsthal)
Karl II. von Hessen-Philippsthal (* 22. Mai 1803 in Philippsthal; † 12. Februar 1868 ebenda) aus dem Haus Hessen war paragierter Landgraf von Hessen-Philippsthal.

## Leben
Karl war ein Sohn des paragierten Landgrafen Ernst Konstantin von Hessen-Philippsthal (1771–1849) aus dessen Ehe mit Luise (1775–1808), Tochter des Fürsten Friedrich Carl von Schwarzburg-Rudolstadt.
Karl folgte seinem Vater 1849 als paragierter Landgraf von Hessen-Philippsthal, da sein älterer Bruder Ferdinand bereits 1839 gestorben war. Karl diente als kurfürstlich hessischer Generalmajor à la suite in der Armee. Im Jahr 1866 wurde Kurhessen mit Hessen-Philippsthal von Preußen annektiert und damit verlor Karl sein Paragium.

## Nachkommen
Karl heiratete am 9. Oktober 1845 im Kurbad Carlsruhe bei Oppeln Marie (1818–1888), Tochter des Herzogs Eugen von Württemberg, mit der er zwei Kinder hatte:
- Ernst (1846–1925), nomineller Landgraf von Hessen-Philippsthal
- Karl Alexander (1853–1916)